# Quergraben
Der Quergraben ist ein aus dem 16. Jahrhundert stammender Kunstgraben südlich von Altenberg im Erzgebirge. Er diente der zusätzlichen Zuführung von Aufschlagwasser für die Zinnaufbereitung des lokalen Bergbaus. 

## Verlauf
Der etwa drei Kilometer lange Graben beginnt als Zusammenfluss mehrerer kleiner Gräben am Osthang des Kahlebergs nördlich von Georgenfeld auf etwa 855 m ü. NN. Ausgehend von diesem niederschlagsreichen Gebiet (Jahresniederschläge 1100 Millimeter) verläuft der Quergraben nordwärts und sammelt auf diesem Weg das Quell- und Niederschlagswasser an der Ost- und Nordostflanke des Kahlebergs. Auch nutzt er einen Teil des Schwarzwasser-Quellwassers am Oberlauf, dass er an der Moorkuppe aufnimmt. Der Quergraben fließt westlich am Raupennest (826 m ü. NN) vorbei und führt sein gesammeltes Wasser dem Großen Galgenteich zu. Die letzte Laufstrecke des Grabens wurde 1998 im Zusammenhang mit der Neuordnung der Trinkwassergewinnung aus den Galgenteichen verändert.

## Geschichte
Im Bereich der durchschnittlich 750 m ü NN. hoch gelegenen Bergstadt Altenberg befindet sich eine der bedeutendsten Zinnlagerstätten des europäischen Festlandes, der Altenberger Zwitterstock. Etwa um 1440 begann hier der Abbau im Festgestein. Der durchschnittliche Zinngehalt des Zwitters betrug nur 0,76 %. Diese feine Verteilung erforderte eine umfangreiche Aufbereitung in zahlreichen Pochwäschen. Hier wurde das Erz unter Millimetergröße zerpocht und das Zinn ausgewaschen.
Die Altenberger Pochwäschen konzentrierten sich im Tal des Tiefenbaches zwischen Altenberg und Geising. Allerdings reichte die Wassermenge des Baches zur Versorgung der 16 Pochwäschen mit ihren zeitweise mehr als 1000 Pochstempeln nicht aus. Durch die Lage Altenbergs auf der Wasserscheide zwischen Müglitz und Roter Weißeritz gab es Probleme bei der Bereitstellung von genügend Aufschlagwasser für die Aufbereitungsanlagen. Deshalb wurde bereits zwischen 1452 und 1458 der Aschergraben angelegt, um den Pochwäschen sowohl Wasser aus den niederschlags- und moorreichen Kammlagen des Osterzgebirges als auch aus angeschnittenen Bächen zuzuführen.
Der im 16. Jahrhundert einsetzende Aufschwung des Bergbaus (um 1555 Einbau zweier neuer Kunstgezeuge im Römerschacht) erforderte eine Erweiterung der Wasserversorgung. Vor diesem Hintergrund wurden um 1545 der Große Galgenteich und der Kleine Galgenteich als Wasserspeicher angelegt. Die Hauptzuflüsse der Galgenteiche stellten der in den 1550er Jahren angelegte Quer- und Neugraben dar. Beide Gräben zusammen führten das Niederschlags- und Schmelzwasser eines 100 Quadratkilometer großen Gebietes dem Altenberger Bergbau zu.
Der Quergraben war bis in die jüngere Vergangenheit hinein ein wichtiger Bestandteil der Wasserwirtschaft des Altenberger Bergbaus. Der Quergraben ist eine der ältesten erhaltenen Anlagen der bergmännischen Wasserwirtschaft im Erzgebirge und ein bedeutender Sachzeuge aus der ersten Blütezeit des Altenberger Bergbaus. Er gilt als technische Meisterleistung. Der Graben hat zwischen Beginn und Ende einen Höhenunterschied von ca. 68 Metern. Das Gefälle beträgt etwa 1:40.